# ONE Friday Fights 34
ONE Friday Fights 34: Rodtang vs. Superlek (también conocido como ONE Lumpinee 34) fue un evento de deportes de combate producido por ONE Championship llevado a cabo el 22 de septiembre de 2023, en el Lumpinee Boxing Stadium en Bangkok, Tailandia.

## Historia
Una pelea por el Campeonato Mundial de Muay Thai de Peso Mosca de ONE entre el actual campeón Rodtang Jitmuangnon y el Campeón Mundial de Kickboxing de Peso Mosca de ONE encabezó el evento.

## Resultados
1. ↑  Pelea no-titular en peso pactado (140 lbs). Superlek no dio el peso.

## Bonificaciones
Los siguientes peleadores recibieron bonos de ฿350.000.
- Actuación de la Noche: Muangthai P.K.Saenchai, Yodlekpet Or. Atchariya, Miguel Trindade y Songchainoi Kiatsongrit

Los siguientes peleadores recibieron bonos de ฿700.000.
- Actuación de la Noche: Suakim Sor.Jor.Tongprajin